# Stenobracon oculatus
Stenobracon oculatus är en stekelart som beskrevs av Szepligeti 1901. Stenobracon oculatus ingår i släktet Stenobracon och familjen bracksteklar. Inga underarter finns listade i Catalogue of Life.